# O přirozenosti rostlin
O přirozenosti rostlin je rozsáhlé základní dílo české botanické literatury a vědecké terminologie, jehož první oddíl byl poprvé publikován v Praze roku 1820. Vycházelo postupně v sešitech až do roku 1835, avšak jeho vydávání zůstalo nedokončeno. Jeho autory a současně vydavateli byli Bedřich Všemír hrabě z Berchtoldu a Jan Svatopluk Presl. Druhý oddíl o metabolickém využití a chemickém složení rostlin zůstal nevydán. Třetí oddíl (botanický popis s herbářem) vycházel v letech 1821–1835. Hlavním (a od roku 1825 jediným) autorem, redaktorem a vydavatelem byl Presl. Hrabě Berchtold byl, kromě své vědecké kompetence, současně sponzorem celého vydání. Když ale roku 1834 odjel z Čech, finančně nákladný podnik zkrachoval a vydávání 3. oddělení bylo roku 1835 zastaveno. Mnohé české názvy rostlin, které jsou povýtce Preslovým dílem, se tu objevily vůbec poprvé. Svým rozsahem, velkým formátem i překrásnou obrazovou částí (třetí oddíl obsahuje 160 celostránkových mědirytových příloh po způsobu herbáře, v přednostním vydání ručně kolorovaných), představuje jeden z nejdokonalejších edičních počinů českého národního obrození.

## Struktura díla

### První oddělení
Oddělení z roku 1820 obsahuje pouze textovou část sestávající z 10 kapitol:
1. Připsání
2. Krátký dějopis rostlinictví v Čechách
3. Obádání živobytí povšechného
4. Přechod k živobytí rostlinnému
5. Částky rostliny skládající: částky rozborem chemickým vydobyté (prvky); částky pitvou nabyté; oudy rostlinné
6. Názvy obecné v rostlinství užívané. Názvosloví (terminologia)
7. O hospodářství rostlin: O vzrůstu; O vyměšování; O hýbání; O rozplozování; O nemocech a smrti
8. O soustavě neb rozdělení rostlin
9. O rozšíření rostlin po Zemi
10. O zřízení rostlináře a zachování jeho

### Druhé oddělení
Druhé oddělení mělo podle dobového svědectví obsahovat "zákony živobytí živočišného a základy o mocech a oučincích rostlin a dále i slovník chemicko-umělecký". Rukopis se nedochoval a není ani známo zda, či v jaké podobě vznikl.

### Třetí oddělení
Část z let 1821–1835 obsahuje 2 později zkompletované díly (z tiskárny vycházely po jednotlivých sešitech v měsíční periodě). Textová část každého z nich obsahuje detailní popis rostlin dle jednotlivých řádů, čeledí a rodů a soubor 80 mědirytových tabulí, vždy s českým a latinským názvem. Protože dílo zůstalo nedokončeno, nebyl publikován ani jeho obsah.  
Je možné odhadnout, jak rozsáhlé by nedokončené třetí oddělení nakonec bylo. Po vydání 49. sešitu v roce 1835 se na 1300 stranách dostalo pouze na 30 rostlinných řádů z celkových 189, které Presl popsal v prvním oddělení (str. 215-274). To hrubě nekorespondovalo s počátečními odhady, že celkem bude mít dílo 40 sešitů. Ukončeno bylo tedy přibližně ve své šestině; celkem tedy mělo nabýt do téměř 8000 stran textu a dalších 2000 stran s ilustracemi (s jedním tisícem mědirytin). To by z něj učinilo jedno z nejrozsáhlejších botanických děl vůbec. Snad tento prostý propočet, nechuť předplatitelů podílet se na financování stále bobtnajícího Rostlináře a náklady spojené s jeho vydáváním vedly k zastavení tohoto monumentálního edičního projektu. 

## Ilustrace a tisk
Autorem všech ilustrací byl Presl, který své kreslené předlohy z osobního herbáře sám přenášel mědirytovou jehlou na měděné tiskové desky. Když bylo v tiskárně Bohumila Haaseho hotovo, část nákladu putovala zpět do Preslova bytu, kde černobílé tisky ručně kolorovaly jeho dvě sestry, Klára a Terezie.
V roce 1820 bylo první oddělení vytištěno frakturou, tehdy v Čechách dominantním druhem písma, ale už od roku 1821, kdy začalo vycházet třetí oddělení, tisklo se antikvou, tedy písmem, které v podstatě používáme dodnes. Během 20. let přešly z tzv. švabachu na čitelnější a "ne tolik německou" antikvu hlavně odborné a vlastenecké časopisy a vědecké publikace. Používání fraktury se ovšem táhlo až do padesátých let 19. století zejména v tiskovinách určených prostým čtenářům. Presl tu tedy sehrál roli průkopnickou i směrem k vizuální emancipaci české literatury vůči literatuře německé (která používala frakturu až do roku 1941).

## Seznam publikovaných rostlinných řádů
Z přehledu níže je patrný zásadní Preslův vliv na formování českého botanického názvosloví. Ze všech jeho názvů (pomineme-li drobné odchylky typu jasen-jasan, zimolýz-zimolez ap.) se neujal toliko první - ořešinec (dnes lotos). Téměř všechny další názvy Preslových rodů (modře) se používají dodnes k označení rostlinných čeledí.

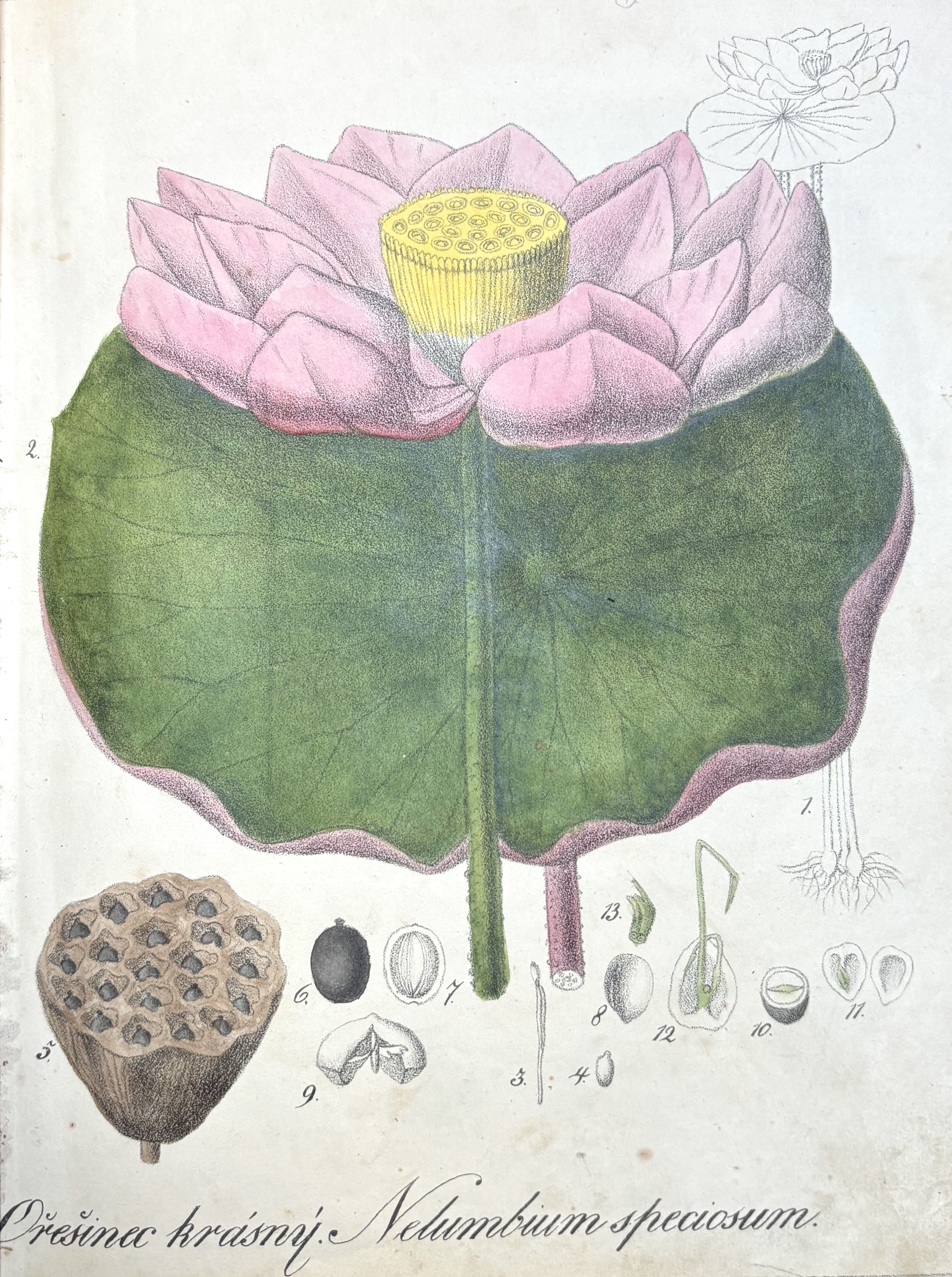
Ořešinec krásný (dnes lotos indický), ručně kolorovaný mědiryt, O přirozenosti rostlin III, díl 1, sešit 1, 1821, obr. 1.

### Díl 1.
- Ořešincovité (dnes lotosovité)
- Leknínovité
- Žábníkovité
- Vodňankovité (dnes voďankovité)
- Pryskyřníkovité
- Makovité
- Jasenovité dnes vřazeny k olivovníkovitým
- Dýmnivkovité (Fumariaceae) dnes vřazeny k makovitým

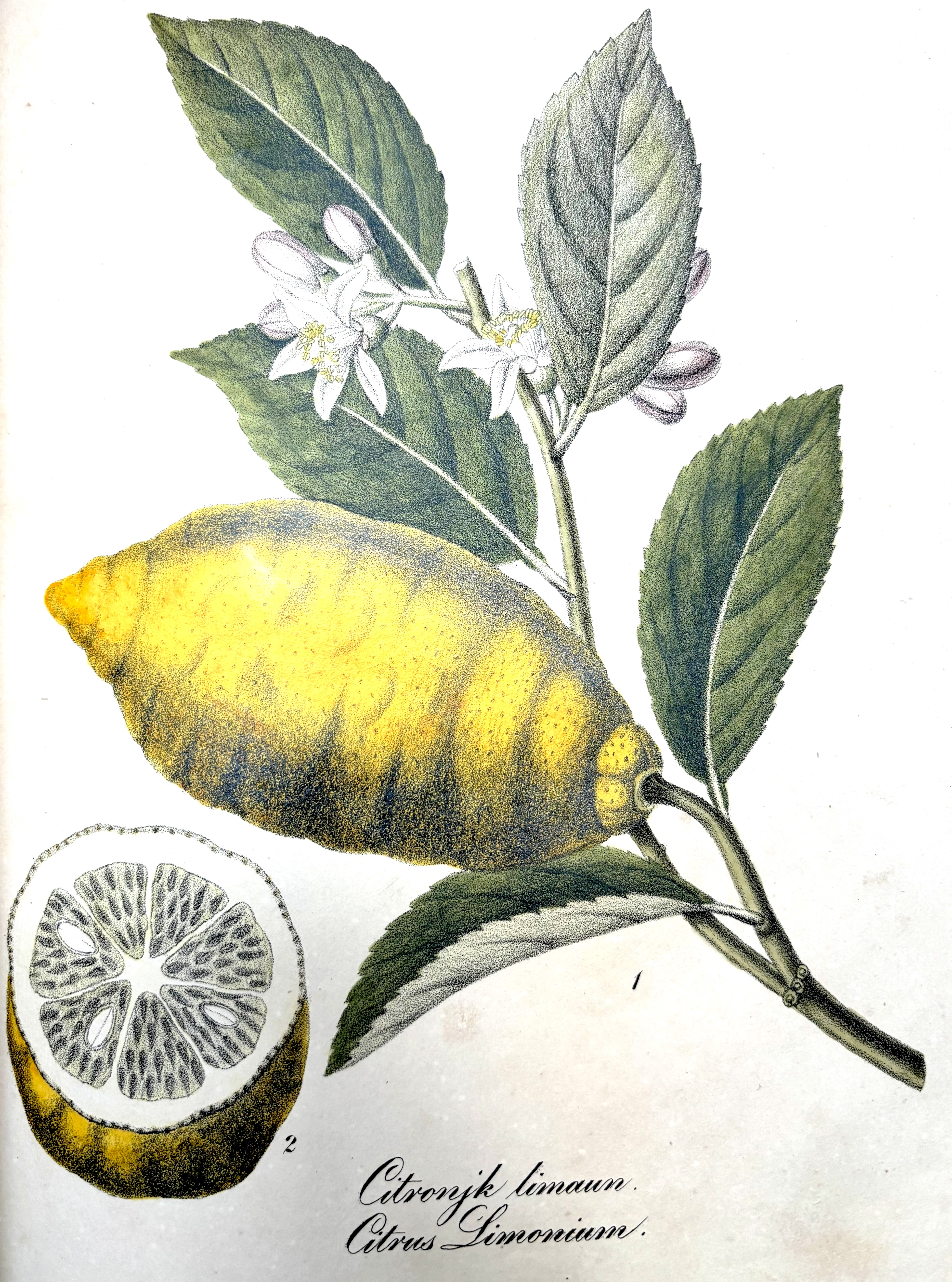
Citroník limoun, kolorovaný mědiryt, O přirozenosti rostlin III, díl 2, sešit 30, 1825, obr. 52.

- Lilkovité
- Hořcovité

### Díl 2.
- Podražcovité
- Jmélovité
- Vavřínovité
- Zimolýzovité (dnes zimolezovité)
- Bezovité
- Lepicovité
- Kokoticovité
- Svlačcovité
- Dřišťálovité
- Javorovité
- Maďalovité (dnes mýdelníkovité)
- Lipovité
- Kaparovité
- Oreláníkovité
- Šácholanovité
- Rosnatkovité
- Citroníkovité (dnes routovité)
- Myrtovité
- Brslenovité (dnes jesencovité)
- Řešetlákovité

## Publikované části
- BERCHTOLD, Friedrich von; PRESL, Jan Svatopluk, O přirozenosti rostlin aneb Rostlinář, obsahující jednání o živobytí rostlinném pro sebe a z ohledu jiných životů podle stavu nynějšího znání, k rozšíření přírodnictví, v potažení na užitečnost v rolnictví, hospodářství, řemeslech, umění i obchodu a v vztahování obzvláštním k lékařství, Oddělení první, Praha: vlastním nákladem autorů, 1820, 324 s. Dostupné on line.
- BERCHTOLD, Friedrich von; PRESL, Jan Svatopluk,  O přirozenosti rostlin aneb Rostlinář, obsahující popsání a vyobrazení rostlin podle řádů přirozených spořádané, s zevrubným vyznamenáním vlastností, užitečnosti a škodlivosti, obzvláště vyvodin a zplodin, způsobu vydobývání, posledních dobroty a porušenosti nejjistějšího poznání a skoušení, též způsobu užitečných sázení, chované a rozmnožování, ustanovený pro lékaře, hojiče, hospodáře, umělce, řemeslníky a vychovatele. Oddělení třetí, Praha: vlastním nákladem autorů, 1821–1835. 1. díl [datován 1823] 484 stran + 80 mědirytových tabulí [dokončeno]. 2. díl [datován 1825, 508 stran + 80 mědirytových tabulí. 1. část herbáře dostupná on-line (černobílá varianta)  2. část herbáře dostupná on-line (kolorovaná varianta).